# Марциенская волость
Ма́рциенская во́лость (латыш. Mārcienas pagasts; устар. Марценская волость) — одна из двадцати двух территориальных единиц Мадонского края Латвии. Административным центром волости является село Марциена.

## География
Территория волости занимает 8974 га. Западной частью располагается на Вестиенском всхолмлении Видземской возвышенности, а восточной — на Аронской холмистой равнине Восточно-Латвийской низменности. Высшая точка находится на высоте 177 м над уровнем моря.
Озера: Светес, Дуку, Лабонес и другие.

## История
В 1935 году площадь волости равнялась 74,5 км², а население составляло 1359 человек (645 мужчин и 714 женщин).